# いとこ
いとこは、自分からみて親の兄弟姉妹の子供（=親の親の子の子）である。4親等の傍系親族に当たる。

## 定義
- 父方か母方の祖父母の孫のなかで、自分と兄弟姉妹を除いた者（同じ先祖の孫同士）。
- 親同士が兄弟姉妹、祖父母が同じという関係の相手。
- 自身の子と甥・姪との関係。
- 親の甥・姪。
- おじ・おばの子供。 但し、おじ・おばの子であっても、父親と母方のおばの間、母親と父方のおじの間に生まれた子は異父母兄弟姉妹となる。
- いとこの祖父母は、最低1組が自分自身の血縁の祖父母である。もう1組はおじ嫁かおば婿の親（おじ・おばの舅・姑）で、こちらは自分とは遠縁となるため、親族関係は発生しない。 ただし、両親が2組の兄弟姉妹同士（父親同士が兄弟で母親同士も姉妹、または互いの父親と母親がそれぞれきょうだい同士）の場合は父方・母方ともに同じ祖父母となる。
- いとこの父か母は、自分の父か母の兄弟姉妹である。
- いとこの曽祖父母より前の祖先は、全組数のうち半分の組数が自身の祖先に当たる。
- 相互が「兄弟姉妹の子供同士」に当たる関係を「いとこ同士」という。
- 父の甥姪を「父方いとこ」、母の甥姪を「母方いとこ」という。
- ある夫婦の内孫と外孫は互いにいとこの関係にある。

自身の血縁関係にあっても4親等の関係であるほか、自身ないし近親者の婚姻や養子縁組にともなって義理のいとこが生じるため、家系上は自身の同世代であるものの、年齢的には親子ほどの差が生じる場合もしばしば見られる。
自身ないし近親者の婚姻や養子縁組にともなって生じる「義理のいとこ」の例は、以下の通りである。
- 配偶者のいとこ（おじ嫁・おば婿の甥姪と結婚した場合は実のいとこ）
- いとこの配偶者（父の甥姪と母の甥姪とが結婚した場合は実のいとこ）
- おじ・おばの養子・養女または再婚相手の子供
- 祖父母の養子・養女の子供または再婚相手の孫
- 養父母または親の再婚相手の甥・姪
- 親の養父母の孫

また、便宜上このケースも俗に「義理のいとこ」と称する場合もある。
- 兄弟姉妹の配偶者の兄弟姉妹

## 呼称

### 漢字表記
漢字では、年長の男性を従兄、年長の女性を従姉、年少の男性を従弟、年少の女性を従妹と書く。また、これらを組み合わせて男同士を従兄弟、女同士を従姉妹、男女同士を従姉弟や従兄妹とも書く。引っくるめると従兄弟姉妹と書く。また、父方のいとこは堂兄弟や堂姉妹、母方のいとこは表兄弟や表姉妹とも書く。民俗学や人類学ではイトコと書く。古い使い方や地域によっては、同年代の傍系親族全体に使うこともある。
兄弟姉妹の場合と同様に、親のいとこ（祖父母の兄弟姉妹の子供）は「いとこおじ」「いとこおば」ともいい、兄弟姉妹を伯叔父母に置き換えて従伯父、従叔父、従伯母、従叔母と書く（伯従父、叔従父、伯従母、叔従母という書き方もある）。
年長のいとこは「いとこのお兄ちゃん (従兄)」「いとこのお姉ちゃん (従姉)」と呼ばれる場合もある。これに倣って、いとこの子供（親の兄弟姉妹の孫）を「いとこおい」「いとこめい」と呼ぶ場合があり、従甥や従姪と書く。

### 当事者間
一般的な当事者間の呼称は、日常の当事者間の親密性が高い場合には、親しみを込めて2親等兄弟間における慣例にならい、年長のいとこに対してお兄さん、兄さん、お姉さん、姉さん（年齢差が大きい場合や、親と年齢が近い場合は、尊属3親等呼称を用いておじさん、おばさん）など、年少者のいとこに対しては名の呼び捨てないし「ちゃん」「君」付けで呼ぶことが多い。当事者間の親密性が低い場合には、年齢の長短にかかわらず一般敬称の「さん」を付けて呼称するのがほとんどである。

### 他言語での表現
いとこは英語では通常「cousin」と訳されるが、「cousin」が指す範囲は「親の兄弟姉妹の子供」を含めた「同世代の傍系親族全体」が含まれる。「親の兄弟姉妹の子供」「親同士（1代前）が兄弟姉妹の関係」「2代前が共通である関係」を厳密に指すには「first [full] cousin」、「親のいとこの子供」「祖父母の兄弟姉妹の孫」「祖父母同士（2代前）が兄弟姉妹の関係」「3代前が共通である関係」を厳密に指す場合には「second cousin」が用いられる。また同世代ではない関係の場合、たとえば人物Aの3代前の夫婦が人物Bの2代前の夫婦と同じである場合は、「first cousin once removed」と表現される。同様に人物Aの5代前の夫婦が人物Bの3代前の夫婦と同じである場合は、「second cousin twice removed」と表現される。
また、フランス語では「cousin（男性）／cousine（女性）」と表記され、スペイン語では「primo（男性形）／prima（女性形）」と表記される。

### いとこ違い
親の兄弟姉妹の子供を「いとこ」、祖父母の兄弟姉妹の孫を「またいとこ」「はとこ」というのに対して、親の兄弟姉妹の孫（いとこの子供）や祖父母の兄弟姉妹の子供（親のいとこ）を総めて「いとこ違い」という場合がある。同様に、兄弟姉妹の子供同士を「いとこ同士」、兄弟姉妹の孫同士を「はとこ同士」に対して、一方が兄弟姉妹の子供でもう一方が兄弟姉妹の孫の関係も「いとこ違い」という。英語では「いとこ違い」を“first cousin once removed”と呼ぶ。
この内、祖父母の兄弟姉妹の子供（親のいとこ）は、英語では“cousin uncle””cousin aunt”や“second uncle”“second aunt”と呼び、スペイン語では“tío segundo”“tía segunda”と呼ぶ。いずれも直訳すると「またおじ/いとこおじ」「またおば/いとこおば」である。
同様に、親の兄弟姉妹の孫（いとこの子供）は、英語では“cousin's child”や“cousin nephew”“cousin niece”や“second nephew”“second niece”と呼び、スペイン語では“sobrino segundo”“sobrina segunda”と呼ぶ。いずれも直訳すると「またおい/いとこおい」「まためい/いとこめい」である。

### 平行いとこ・交叉いとこ
いとこのうち、親どうしが同性（兄弟または姉妹）であるものを平行いとこと呼び、異性（兄妹または姉弟）であるものを交叉いとこと呼ぶ。言いかえると、平行いとこは父親の兄弟（父方のおじ）の子、または母親の姉妹（母方のおば）の子を言い、交叉いとこは父親の姉妹（父方のおば）の子、または母親の兄弟（母方のおじ）の子を言う。

## 姓
いとこの姓（婚姻や養子縁組により姓を改めた者は婚姻・縁組前の姓）は例外はあるが一般的に次のようになる。
- 父方のおじの子供 - 自身と同姓（父親が姓を改めた場合は父親の旧姓、おじが姓を改めた場合は、おじの妻の姓）
- 母方のおじの子供 - 母親の旧姓（父親が姓を改めた場合と自身が非嫡出子である場合は自身と同姓、おじが姓を改めた場合は、おじの妻の姓）
- 父方のおばの子供 - おばの夫の姓（おばの夫が姓を改めた場合といとこが非嫡出子の場合は自身と同姓）（自身と同姓の場合は極めてまれ）
- 母方のおばの子供 - おばの夫の姓（おばの夫が姓を改めた場合やいとこが非嫡出子の場合は母親の旧姓）（自身と同姓の場合は自身・いとこ共に非嫡出子である場合など極めてまれ）

日本では夫の姓を名乗る夫婦が大半を占めるため以上のようになる。したがって、おばの子供であれば自身と同姓となることは極めてまれである（日本人の姓の数がきわめて多いことにもよる）。

## いとこ同士の結婚
日本の法律（民法734条）では、直系血族および三親等以内の傍系血族との婚姻を禁じているが、四親等の傍系血族であるいとこ同士の婚姻は認められている（結婚を参照）。今日の日本社会においては、いとこ婚が心情や感覚、慣習の面でインセスト・タブーの対象となりうる場合もあるが、これは当事者と関わる親族や地域社会によって歓迎から忌避まで扱いが大きく異なる。
アメリカではいとこ同士の結婚についての法律上の扱いは州によって異なり、禁止している州、制限を設けている州、特に制限がない州が混在している。
ヨーロッパの王族、貴族の間では、いとこ同士の結婚は頻繁に行われている。
イスラム文化圏では、地域によって異なるが、いとこ同士の結婚はむしろ好ましいと見なされる傾向がある。
第一いとこ婚では、非血縁の夫婦間に生まれる子供の先天性異常の発生率（約2–3 %）に対し、追加のリスクは約1.7–2.8 %増加すると報告されている。いとこ同士（第一いとこ）は共通の祖父母を有し、近交係数（coefficient of relatedness, r）は1/8（約12.5 %）である。

## 慣習的な用法
- いとこに関連することわざとして、「いとこ同士は鴨の味」（いとこ同士の夫婦の仲はとても睦まじいこと）がある。
- 本来定義のいとこの関係に無い場合であっても、自身に親密な人物に連なる人物を、擬似的に「いとこ」と表現する場合がある。暴力団において、自身の親分の舎弟を「叔父」と目し、その子分を「いとこ」と表現する場合などがこれにあたる。

## いとこ同士の有名人
いとこ同士の夫婦についてはいとこ婚、いとこ同士の夫婦一覧、ビント・アンム婚を参照。

### いとこのペアで知られる有名人
- エラリー・クイーン：アメリカの推理作家。フレデリック・ダネイ、マンフレッド・ベニントン・リーの従兄弟同士の共有筆名。
- カズン：古賀いずみと漆戸啓の従姉弟同士の歌手グループ。
- なすなかにし：那須晃行と中西茂樹の従兄弟同士のお笑いコンビ。
- 大中恩（作曲家）と阪田寛夫（作詞家）：従兄弟の共作で何曲かの童謡を手がけた。
- 周防正行（映画監督）と周防義和（音楽家）：正行の監督映画で従兄・義和が音楽を担当することが多い。
- 金石勝智と金石年弘：従兄弟で同じチームに所属するレーシングドライバーで、1台のマシンを2人で走らせている。
- メナヘム・ゴーランとヨーラム・グローバス：共にイスラエルの映画プロデューサー。従兄弟で共同して多くの映画製作を手がけた。
- 内村光良と内村宏幸：厳密にはこの2人だけのコンビではないが、光良と南原清隆によるお笑いコンビ・ウッチャンナンチャンに、従兄の宏幸が放送作家として関わっている。また、宏幸は光良以外との仕事で「内村イトコ宏幸」の名義を使ったことがある。